# Ferrocarril en Austria

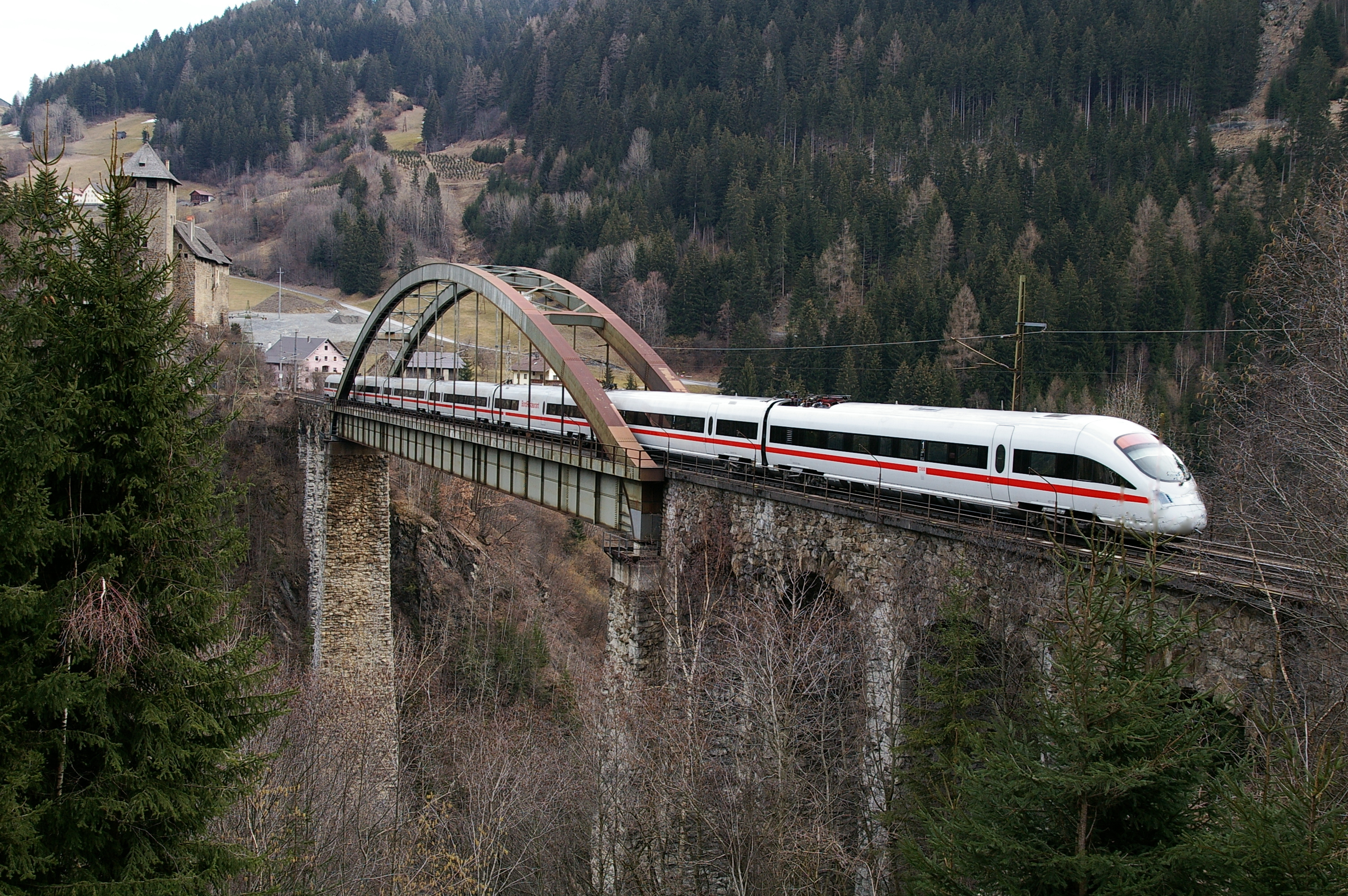
Un ICE T en el puente de Trisanne, Wiesberg.

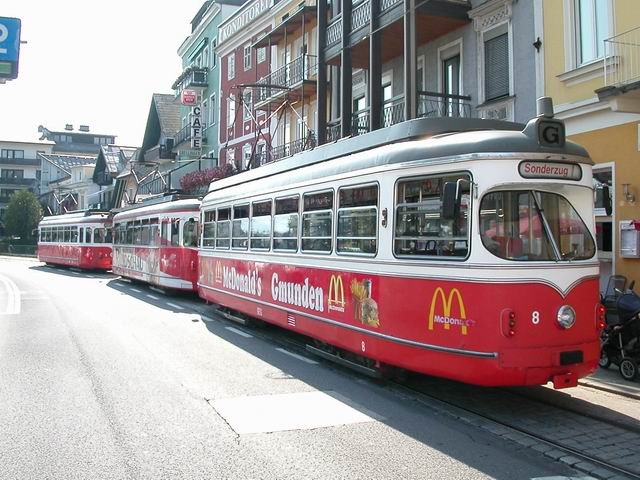
Tranvías en Gmunden.

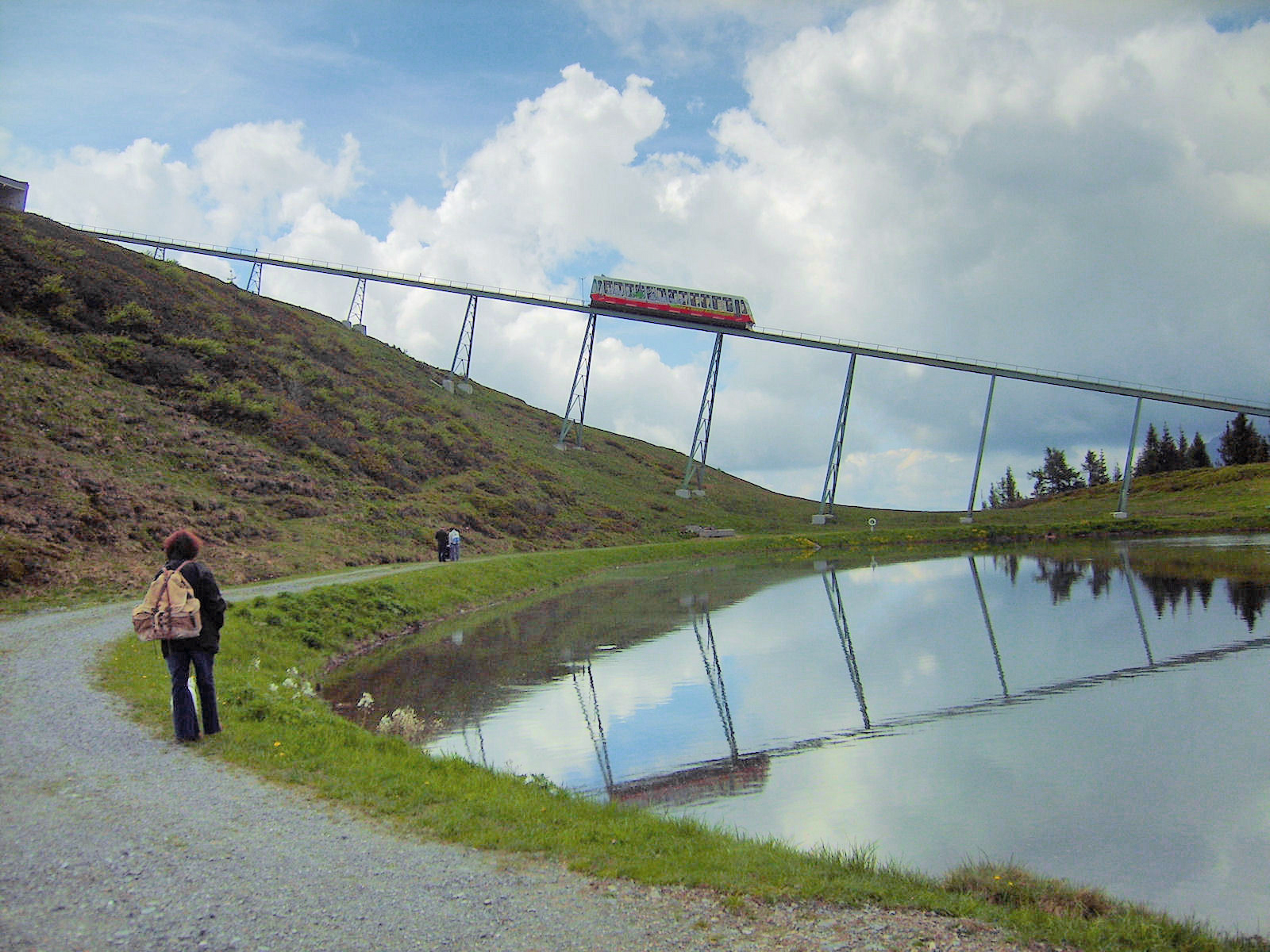
El funicular de Hartkaiserbahn cerca de Ellmau.

El transporte ferroviario en Austria es principalmente propiedad de la compañía nacional de ferrocarriles ÖBB. La red ferroviaria consta de 6.123 km, su ancho de vía es de 1.435 mm de ancho estándar y 3.523 km están electrificados.
Austria es miembro de la Unión Internacional de Ferrocarriles (UIC). El código de país de la UIC para Austria es el 81.

## Historia

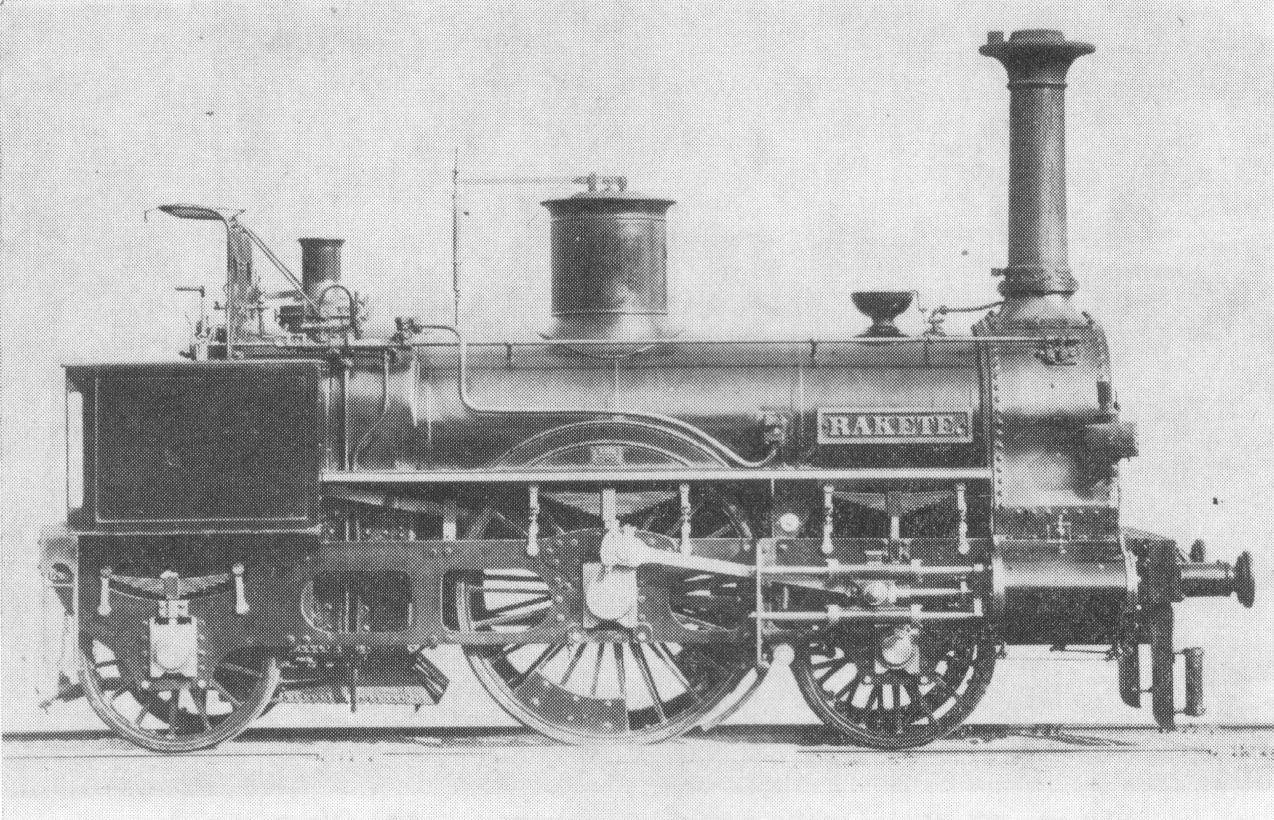
El Rakete (Cohete) del Kaiser-Ferdinands-Nordbahn.

La historia del transporte ferroviario austriaco comienza con el Reisszug, un funicular privado tirado por caballos que sirve a la fortaleza de Hohensalzburg. Construido a finales del siglo XV y documentado por primera vez en 1515, es el funicular más antiguo conocido en el mundo, y posiblemente la línea de ferrocarril más antigua existente.
En el siglo XIX, tras la construcción de varios tranvías a caballo, se abrió en 1837 la línea de Nordbahn de Viena-Břeclav. Ferrocarriles Reales Imperiales del Estado Austriaco, una compañía que operaba en la parte austriaca de Austria-Hungría, fue creada en 1884 y en 1923, algunos años después de la disolución del imperio, se fundó la compañía nacional "ÖBB".
En 1998 el mercado se liberalizó y tuvo uno de los mayores grados de apertura de mercado de la UE, según el Índice de Liberalización Ferroviaria de 2011, aunque la cuota de mercado de la ÖBB sigue siendo superior al 90% para el ferrocarril de pasajeros.

## Red
La red austriaca fuera del sistema ferroviario principal, también cuenta con algunos funiculares, ferrocarriles de cremallera y muchos ferrocarriles patrimoniales derivados principalmente de parte de líneas en desuso. Algunas líneas secundarias tienen un ancho de vía estrecho.

## Ferrocarriles urbanos
- Viena cuenta con un sistema de S-Bahn, U-Bahn y una gran red de tranvías.
- Graz cuenta con un S-Bahn regional, una extensa red de tranvías y un funicular.
- Linz cuenta con un S-Bahn regional y una red de tranvías que incluye el Pöstlingbergbahn.
- Salzburgo cuenta con un S-Bahn regional y un funicular.
- Innsbruck cuenta con un S-Bahn regional, una red de tranvías y un funicular.
- La pequeña ciudad de Gmunden cuenta con una línea de tranvía.
- El pueblo de Serfaus, con el Dorfbahn, es a veces considerado como el pueblo más pequeño con un metro en el mundo.[5]

## Ferrocarriles de vía estrecha
En Austria se construyeron muchos ferrocarriles de vía estrecha debido al difícil terreno montañoso. Muchos sobreviven como transportistas comunes o como ferrocarriles patrimoniales.